# Carl David Tolmé Runge
Carl David Tolmé Runge (ur. 30 sierpnia 1856 w Bremie, zm. 3 stycznia 1927 w Getyndze) – niemiecki matematyk i fizyk.
Wspólnie z Martinem Kuttą opracował algorytm numeryczny rozwiązujący problem początkowy dla równań różniczkowych pierwszego rzędu, nazwanego od jego nazwiska algorytmem Rungego-Kutty.

## Życiorys
Lata wczesnego dzieciństwa spędził w Hawanie, gdzie jego ojciec był konsulem Danii.
Doktorat w 1880 w Berlinie, pod kierunkiem Karla Weierstrassa, z zakresu geometrii różniczkowej.
Od 1886 do 1904 – profesor w Hanowerze, od 1904 do emerytury w 1925 w Getyndze.
Jego zainteresowania naukowe obejmowały oprócz różnych działów matematyki, fizykę, w szczególności spektroskopię, oraz geodezję i astrofizykę.
Jest autorem wielu prac w zakresie badania widm optycznych pierwiastków i zastosowania tych wyników w astrofizyce.
Ma na Księżycu krater swego imienia.
Zjawisko Rungego zwane też efektem Rungego – fakt, że błąd interpolacji pewnych funkcji wielomianami coraz wyższych stopni, przy równomiernym rozmieszczeniu węzłów interpolacji, rośnie wraz ze stopniem wielomianu.